# Partido di San Nicolás
Il partido di San Nicolás è un dipartimento (partido) dell'Argentina facente parte della provincia di Buenos Aires. Il capoluogo è San Nicolás de los Arroyos.